# Gampong Paya
Gampong Paya is een bestuurslaag in het regentschap Bireuen van de provincie Atjeh, Indonesië. Gampong Paya telt 524 inwoners (volkstelling 2010).